# Ardisia leptalea
Ardisia leptalea är en viveväxtart som beskrevs av Benjamin Clemens Masterman Stone. Ardisia leptalea ingår i släktet Ardisia och familjen viveväxter. Inga underarter finns listade i Catalogue of Life.